# Публій Сестій Капітолін Ватикан
Пу́блій Се́стій Капітолі́н Ватика́н (лат. Publius Sestius Capitolinus Vaticanus; ? — після 451 до н. е.) — політичний, державний і військовий діяч часів ранньої  Римської республіки, консул 452 року до н. е.

## Життєпис
Походив з патриціанського роду Сестіїв. Син Квінта Сестія Капітоліна Ватикана. 
У 452 році до н. е. його було обрано консулом разом з Титом Мененієм Ланатом. Запропонував закон про штрафи. Під час своєї каденції за дорученням сенату разом з Спурієм Постумієм Альбом Регілленом, Авлом Манлієм Вульсоном та Сервієм Сульпіцієм Камеріном Корнутом вирушив до Афінського поліса, де вивчав закони Солона з метою майбутнього застосування при реформуванні державної системи Римської республіки.
У 451 році до н. е. увійшов до Першої колегії децемвірів, що розробляла перші 10 законів, які надалі стали частиною Законів XII таблиць. 
З того часу про подальшу долю Публія Сестія Капітоліна Ватикана немає відомостей.